# 马蒂亚斯·弗雷德里克松
马蒂亚斯·弗雷德里克松（瑞典語：Mathias Fredriksson，1973年2月11日—），瑞典男子越野滑雪运动员。他曾代表瑞典参加1994年、1998年、2002年和2006年冬季奥林匹克运动会越野滑雪比赛，获得一枚铜牌。